# Karel De Feyter
Karel De Feyter (Nukerke, 1890 - Brussel, 25 september 1945) was een Vlaams oud-strijder tijdens de Eerste Wereldoorlog. Hij was medeoprichter van de Vlaamse Wacht, een paramilitaire organisatie die collaboreerde met de Duitsers tijdens de Tweede Wereldoorlog.
Enkele weken na de bevrijding van België in september 1944 werd hij ter dood veroordeeld.

## Oud-strijder (1914-1918)
Karel De Feyter werd geboren in Nukerke, een dorp tussen Oudenaarde en Ronse. Hij kon als zoon van een geneesheer gaan studeren aan het college van Oudenaarde waar hij medewerker was van het tijdschrift van de Katholieke Oost-Vlaamsche Studentenbond. Na zijn middelbare opleiding trad hij in bij de Witte Paters en volgde er de opleiding van 1907 tot 1912. Hij volhardde echter niet, maar hij trad vervolgens in in het Gentse seminarie. Twee jaar later, op 6 juni 1914, werd hij tot priester gewijd en werd hij meteen onderpastoor in Gijzegem. 
Toen een paar maanden later de Eerste Wereldoorlog uitbrak, vertrok De Feyter begin 1915 naar het front om er aalmoezenier te worden. In oktober 1916 werd hij om kerkrechtelijke redenen gedegradeerd tot brancardier en overgeplaatst naar Calais. Na de oorlog hervatte hij aanvankelijk zijn activiteiten als priester, maar hij trad uit in 1923. Ondertussen had hij zich al enkele malen ingezet voor de Vlaamse ontvoogding, onder meer door zijn steun aan de vernederlandsing van de Rijksuniversiteit Gent.

## De Vlaamse basiswerker

### De VOS
De Feyter ging in Gent wonen en stortte zich in de Vlaamse strijd. Hij werkte met het Vlaamse Volkstoneel, de taalgrensacties (Taalgrens Wakker!), aan het organiseren van filologische en wetenschappelijke congressen. In die jaren bleef hij twijfelen of hij weer een geestelijk ambt zou opnemen, maar in 1923 brak hij volledig met de Kerk, ging in Schaarbeek wonen en huwde er burgerlijk. Hij werd er bediende bij een Vlaamse verzekeringsmaatschappij.
Vanaf 1919 werden er nogal wat oud-strijdersbonden opgericht, de VOS (het Verbond van Vlaamse oud-strijders) kenmerkte zich door hun radicale Vlaamsgezindheid én door hun pacifisme. Op 20 januari 1927 trad De Feyter bij VOS in loondienst als algemeen secretaris. Hij verzorgde er het bondsblad en was aangeduid voor alle materiële belangen van oud-strijders. Door een bestuurswissel bepaalde hij vanaf eind 1933 samen met de Gentenaar Germain Lefever jarenlang de ideologische, maar niet-partijpolitieke koers van de VOS. De Feyter was vooral actief inzake de belangenbehartiging van de oud-strijders. In 1936 werd hij ondervoorzitter van de Staten-Generaal der Oud-Strijders. In die hoedanigheid vertegenwoordigde hij de VOS op meerdere internationale congressen. In Vlaanderen zetelde hij namens het VOS onder meer in de Commissie Colson (1932-1933) en het Vlaams Verbond voor Brussel (1935-1940), een pluralistische koepelorganisatie van Vlaamsgezinde verenigingen die in hun strijd tegen de verfransing van Brussel opkwam voor de politieke, culturele en taalbelangen van de Vlamingen in het bestuur en het onderwijs.

### De Vlaamse Wacht
"Teneinde de zelfstandigheid van onze Vlaamse cultuur te verzekeren", steunde De Feyter vanaf de Duitse bezetting de pogingen van koning Leopold III en Hendrik de Man om een autoritaire monarchie te vestigen. Hiertoe bemiddelde hij tevergeefs voor een toenadering tussen het Hof en Vlaams-nationalisten. In de lente van 1941 richtte hij samen met Germain Lefever namens het VOS de paramilitaire Vlaamse Wacht op. Na de verloren Slag om Stalingrad en de gekeerde krijgskansen aan het oostfront zag Nazi-Duitsland zich genoodzaakt om meer troepen in te zetten en derhalve de 'bewakings- en politiediensten' in de bezette landen meer over te laten aan de plaatselijke (collaborerende) bevolking. In Vlaanderen namen De Wachters "de verplichting op (...) waakdiensten onder de Duitsche Weermacht en in verbinding met haar te vervullen op het grondgebied van België en Noord-Frankrijk". De Feyter was medeverantwoordelijk voor de werving van de eerste twee lichtingen van Wachters.
De Vlaamse Wacht was bedoeld als een autonome Vlaamse organisatie, die wel moest optreden "omdat de binnenlandse sabotage (bedoeld werden acties door het verzet) het lijden van het volk (door Duitse represailles) vergrootte". Ook tijdens zijn proces zal De Feyter volhouden dat de Vlaamse Wacht het Nederlands als voertaal had en geen aanhangsel van het Duitse leger was. Wel had hij steeds een Vlaamse leger voor ogen gehad, ook met de bedoeling om de Vlaamse macht te bestendigen. Kandidaturen voor het "zelfstandig korps, gelast met de bewakingstaak" stroomden binnen, waaruit er vooreerst 950 weerhouden werden. Toen de Vlaamse Wacht door de Duitsers steeds meer voor oorlogsdoeleinden werd ingezet en ook in het Duits werd gecommandeerd, distantieerde De Feyter zich hiervan, zij het enkel intern.

## De repressie
Bij de bevrijding bleef De Feyter op post in het VOS-secretariaat. Op 10 november 1944 werd hij voor de eerste keer opgepakt en vrijgelaten. De Feyter vermoedde onraad en nam op 13 november contact op met VOS-lid (en later minister) August de Schryver en zijn kabinetschef Hendrik Fayat. Op 15 november 1944 werd hij weer opgepakt en vanaf toen ging alles zeer snel. Op 2 december begonnen de verhoren, substituut Cerckel steunde hierbij onder andere op de verklaringen van drie Franstalige oud-strijders. De Feyter werd door de krijgsraad onder leiding van de anti-Vlaamse voorzitter Guillaume Huybrechts bij verstek veroordeeld tot de doodstraf en twee miljoen boete wegens politieke en economische collaboratie. Na verzet werd dit vonnis op 19 januari 1945 bevestigd. Op 18 juni 1945 bevestigde het Hof van Cassatie in hoger beroep opnieuw het vonnis.
In juni 1945 ondertekende De Feyter een genadeverzoek tot Prins Regent Karel. Ook dat hielp niet: de prins-regent laat zich leiden door zijn kabinetschef, baron Georges Holvoet, en geen van beiden hechten enige waarde aan het verzoek. Holvoet noteerde in zijn verslag "prêtre apostat-marié'. Ook dat werd dus aan De Feyter aangerekend.
Op 25 september 1945 werd De Feyter door een vuurpeloton geëxecuteerd, op dezelfde dag als Leo Vindevogel. Zijn laatste, legendarisch geworden strijdkreet luidde: "Voor Vlaanderen... Vuur!"